# Emile Christian
Emile Christian, né le 20 avril 1895 à La Nouvelle Orléans et mort le 3 décembre 1973 dans sa ville natale, est un compositeur, tromboniste, contrebassiste et cornettiste de jazz américain, actif des années 1910 aux années 1960.
Ses frères Frank et Charles sont également musiciens. Il commence par jouer dans les orchestres de Papa Jack Laine avant de rejoindre son frère Frank, puis Merrit Brunies (en) et l'Original New Orleans Jazz Band (en) jusqu'en 1918, année où il intègre l'Original Dixieland Jass Band à New York en remplacement d'Eddie Edwards et se produit avec eux à Londres. De retour aux États-Unis, il se joint aux Original Memphis Five (en) avant de repartir pour Londres en 1921. Pendant plusieurs années, il effectue des tournées dans plusieurs pays d'Europe et même jusqu'à Bombay avec Leon Abbey avant de revenir à New York en 1939, puis dans sa ville natale en 1941 jusqu'à la fin de sa carrière.